# V534 Возничего
V534 Возничего (лат. V534 Aurigae), HD 257012 — двойная затменная переменная звезда типа Алголя (EA) в созвездии Возничего на расстоянии приблизительно 1558 световых лет (около 478 парсеков) от Солнца. Видимая звёздная величина звезды — от +10,75m до +10,4m. Орбитальный период — около 4,2837 суток.

## Характеристики
Первый компонент — жёлто-белая звезда спектрального класса F2V или F0. Радиус — около 2,64 солнечных, светимость — около 12,366 солнечных. Эффективная температура — около 6662 К.